# 古本森
古本森（Benson Koo），為香港視覺藝術家，獨立電影導演和樂隊 eli (everlasting illusion) 低音結他手。曾執導過多套短篇獨立電影，包括於長洲戲院荒廢期間拍攝的 《無映之地》（2021），更於長洲戲院旁邊廢棄的前醬油廠建築舉行超過二十場放映。2020年疫情期間發起《末日亭》藝術企劃，網上收集遺言拍攝成影像系列。
首部長篇電影《野草》，由拍攝、製作、發行、宣傳以至放映模式都不按常規，於香港不同社區，如沙灘士多、大廈天台、咖啡店、茶餐廳、文具舖、書店和糖水舖等，以流動形式公映。 嘗試讓公眾思考電影與公共空間的關係。

## 作品

### 電影
- 2024年：《野草》（The Perks of Being Wild)

### 短片
- 2020年：《無依》（Take us to the island)
- 2021年：《無映之地》（Cinema Quietude)
- 2022年：《斜陽》（Sunflower)
- 2023年：《兩耳》（Between two Ears)

### 藝術企劃
- 2020年持續至今：《末日亭》（The Doomsday Phone booth)

### 音樂錄像（MV）
- 2019年：江逸天
- 2022年：薛凱琪、麥浚龍《月球上碰面》
- 2022年：薛凱琪《月台上碰面 》
- 2023年：eli《歿》